# Gampriner Seele
El Gampriner Seele es el único lago de importancia en Liechtenstein. Se creó por una inundación del río Rin con enorme erosión en 1927. El lago queda a 435 m s. n. m. en el pueblo de Bendern–Gamprin.
El Gampriner Seele está rodeado por un denso bosque caducifolio que está formado por plantas como carrizos, Hippuris vulgaris, hierbas acuáticas como Lemnoideae (Lemna trisulca), setos y árboles. Se puso bajo protección gubernamental en el año 1961. Después de eliminar la basura, la calidad del agua quedó estabilizada al grado B. Una tubería que conecta un canal de tierra cercano proporciona al lago agua dulce y suficiente oxígeno. 
Hay especies animales raras en el lago y sus alrededores, como el rutilo, Scardinius, alburno, brema, Esox; crustáceos como el cangrejo de río y aves como el zampullines, pollas de agua, ánades reales, fochas y cisnes.